# Calamus lobbianus
Calamus lobbianus är en enhjärtbladig växtart som beskrevs av Odoardo Beccari. Calamus lobbianus ingår i släktet Calamus och familjen Arecaceae. Inga underarter finns listade i Catalogue of Life.